# Ofensiva Vardar

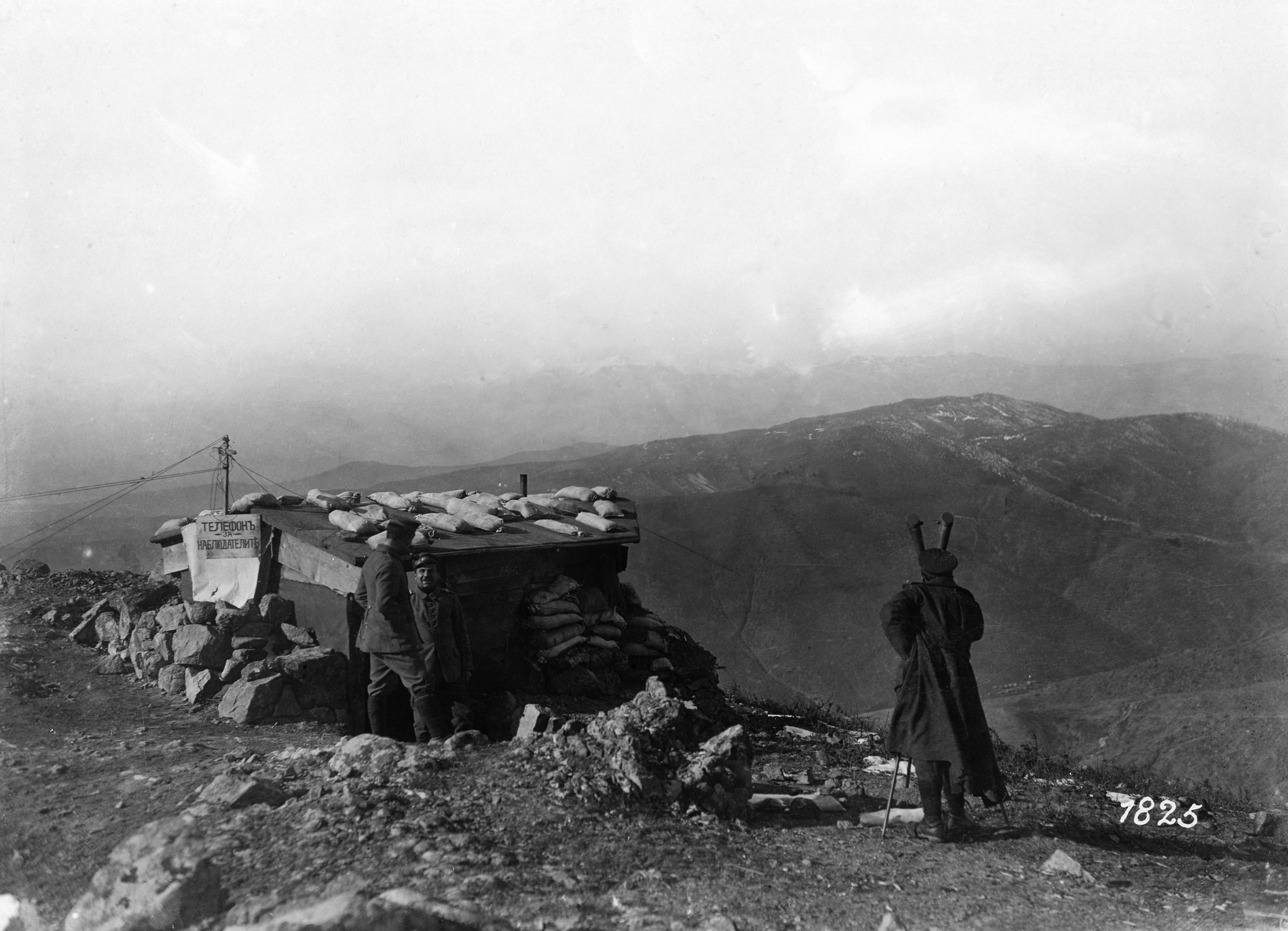
Linie telefonică bulgară în 1917

Ofensiva Vardar (bulgară Офанзива при Вардар) a fost o operațiune militară din Primul Război Mondial care a avut loc între 15 și 29 septembrie 1918, în etapa finală a Campaniei din Balcani. Pe 15 septembrie, o combinație de trupe sârbești, franceze și grece au atacat tranșeele deținute de bulgari în Dobro Pol, pe atunci parte a Regatului Serbiei (în prezent Republica Macedonia). Asaltul a avut un efect devastator asupra moralului bulgarilor, lucru care a dus în cele din urmă la dezertări în masă.
Pe 18 septembrie, un al doilea corp al Antantei a atacat pozițiile bulgare din apropiere de Lacul Doiran. Folosindu-se eficient de mitraliere și artilerie, bulgarii au reușit să încetinească avansul Aliaților în sectorul Doira. Totuși, prăbușirea frontului de la Dobro Pole i-a forțat pe bulgari să se retragă din Doiran. Aliații au urmărit Armata 11 germană și Armata 1 Bulgară, împingându-le în Macedonia sârbească. Până pe 29 septembrie, aliații au capturat fostul sediu al Uskub, punând în pericol ceea ce a rămas din Armata a 11-a.

## Urmări
Revolta de la Radomir a fost înăbușită de forțele bulgare, până pe 2 octombrie, în timp ce Țarul Ferdinand I al Bulgariei a abdicat și a plecat în exil în ziua următoare. Armata britanică s-a îndreptat spre est, spre partea europeană a Imperiului Otoman, în timp ce francezii și sârbii au continuat marșul spre nord. La cererea generalilor francezi, contele Mihály Károlyi, care conducea guvernul maghiar, a mers la Belgrad pentru a semna un nou armistițiu.